# 1492年
| 千纪： | 2千纪 |
| 世纪： | 14世纪 \| 15世纪 \| 16世纪                                                                                 |
| 年代： | 1460年代 \| 1470年代 \| 1480年代 \| 1490年代 \| 1500年代 \| 1510年代 \| 1520年代                           |
| 年份： | 1487年 \| 1488年 \| 1489年 \| 1490年 \| 1491年 \| 1492年 \| 1493年 \| 1494年 \| 1495年 \| 1496年 \| 1497年 |
| 纪年： | 壬子年（鼠年）；明弘治五年；越南洪德二十三年；日本延德四年，明應元年                                       |

## 大事记
- 1月2日——格拉納達酋長國的最后一位苏丹穆罕默德十二世投降，摩尔人在伊比利亚半岛上的统治结束，西班牙收復失地運動完成。
- 3月31日——卡斯蒂利亚女王伊莎贝拉一世签署阿罕布拉法令驱逐境内所有的犹太人，除非他们皈依罗马天主教。
- 4月9日——羅倫佐·德·美第奇逝世，意味著佛羅倫斯黃金時代的結束。
- 4月17日——西班牙和哥倫布簽訂一份准許他航海到亞洲採購香料的合約。
- 8月2日——西班牙限令犹太人离开西班牙的最后通牒到期。
- 8月3日——克里斯托弗·哥伦布开始他发现美洲的航行。
- 8月10日——亞歷山大六世当选为教皇。
- 10月12日——哥伦布到达美洲巴哈马群岛。
- 10月28日——哥伦布到达古巴。

## 逝世
- 4月9日——羅倫佐·德·美第奇，佛羅倫斯僭主
- 7月25日——依諾增爵八世，教皇（出生于1432年）